# Сант'Ана (Верчели)
Сант'Ана је насеље у Италији у округу Верчели, региону Пијемонт.
Према процени из 2011. у насељу је живело 2 становника. Насеље се налази на надморској висини од 1299 м.